# Psychobiotyk
Psychobiotyki – bakterie probiotyczne, które spożywane w odpowiednich dawkach wykazują działanie na oś jelitowo-mózgową i mają korzystny wpływ na zdrowie psychiczne pacjentów cierpiących na choroby psychiczne oraz łagodzą objawy depresji, zespołu jelita drażliwego i chronicznego zmęczenia. Termin psychobiotyk został utworzony przez psychiatrę Teda Dinana i neurologa Johna F. Cryana.

## Bakterie probiotyczne o działaniu psychobiotycznym
- Lactobacillus i Bifidobacterium – aktywnie wydzielają neuroprzekaźnik GABA, którego niedobór jest związany z występowaniem depresji[2][3]. Konsumpcja gorzkiej czekolady prowadzi do wzrostu ilości obu rodzin bakterii w jelitach poprzez prebiotyczne działanie zawartych w niej polifenoli.
- Lactobacillus helveticus i Bifidobacterium longum mają wpływ na redukcję poziomu kortyzolu – hormonu uwalnianego w odpowiedzi na stres, często znajdowanego w podwyższonych stężeniach u pacjentów cierpiących na depresję. Powodują także zmniejszenie stanu zapalnego w organizmie[4][5].
- Bifidobacterium infantis jest w stanie zmienić poziom serotoniny w organizmie. Niektóre szczepy bakterii są zdolne produkować inne neuroprzekaźniki, takie jak noradrenalina czy dopamina[6].
- Lactobacillus reuteri podawany w formie jogurtu lub w postaci suplementów ma wpływ na poprawę samopoczucia, wyglądu i ogólnego stanu zdrowia oraz zwiększenie poziomu oksytocyny[7][8][9].
- Lactobacillus acidophilus ma pozytywny wpływ na funkcjonowanie receptorów kannabinoidów w rdzeniu kręgowym odpowiadających za regulację percepcji bólu[10]. Bakteria powszechnie występuje w jogurcie, kapuście kiszonej oraz kimchi.
- B. infantis, L. reuteri oraz kilka innych szczepów bakterii probiotycznych zmniejszają stan zapalny w organizmie, które zwykle współwystępują z depresją. Odpowiadają one także za kontrolę apetytu poprzez zwiększenie stężenia hormonu leptyny i hamowanie wydzielania greliny, co powoduje wysłanie sygnału sytości do mózgu[11].
- Lactobacillus rhamnosus redukuje uczucie lęku i depresję. Oddziałuje na mózg poprzez nerw błędny zwiększając wydzielanie neuroprzekaźnika GABA[2][11][12].

## Historia
Na początku XX wieku rosyjski mikrobiolog i zoolog Ilja Miecznikow zaobserwował, że mieszkańcy jednego regionu Bułgarii żyją dłużej od swoich rodaków z drugiego końca kraju. Ci pierwsi regularnie jedli produkty z kwaśnego mleka. Za tym odkryciem poszły badania, które ujawniły istnienie szczepów bakterii pozytywnie wpływających na ludzkie ciało, a zwłaszcza na przewód pokarmowy.

## Prowadzone badania
Naukowcy przeprowadzili badania na dwóch grupach myszy: pierwszej, zwanej germ-free i drugiej z prawidłowym mikrobiomem. Te bez bakterii silniej reagowały na niektóre bodźce stresowe oraz miały niższe stężenia czynników neurotroficznych. Efekt ten był częściowo odwracalny, jeżeli mikrobiom zasiedlono bakterią Bifidobacterium infantis, jednakże wyłącznie w odpowiednio wczesnym okresie życia. Można zatem wysnuć wniosek, że bakterie żywo uczestniczą w formowaniu układu nerwowego w okresie poporodowym oraz mają wpływ na kształtowanie pamięci.